# Taraclia
Taraclia, chef-lieu du rayon de Taraclia, est une ville du sud de la Moldavie.
Elle est jumelée à la ville de Nova Zagora, en Bulgarie.